# 静岡県道228号新金谷停車場線
静岡県道228号新金谷停車場線（しずおかけんどう228ごう しんかなやていしゃじょうせん）は、静岡県島田市の旧金谷町内を通る一般県道である。

## 概要
大井川鐵道新金谷駅前の通りと、それに接する旧東海道のうち国道473号に接続するまでの区間が県道に指定されている。総延長約600m。

## 接続する道路
- 国道473号
- 静岡県道230号住吉金谷線

## 沿線の施設
- 大井川鐵道新金谷駅
- マックスバリュ金谷店